# Traffic Stop
Traffic Stop é um filme-documentário em curta-metragem estadunidense de 2017 dirigido e escrito por Kate Davis e David Heilbroner. A obra foi indicada ao Oscar de melhor documentário de curta-metragem na edição de 2018.